# Badolato
Badolato – miejscowość i gmina we Włoszech, w regionie Kalabria, w prowincji Catanzaro. Według danych z 31 grudnia 2016 gminę zamieszkiwało 3046 osób.

## Współpraca
Miejscowość partnerska:
- Wetzikon, Szwajcaria